# Rai Benjamin
Rai Benjamin, född 27 juli 1997, är en amerikansk friidrottare som tävlar i kortdistanslöpning och häcklöpning.

## Karriär
Vid världsmästerskapen i friidrott år 2023 i Budapest vann han brons på 400 meter häck. Vid samma tävling ingick han i det amerikanska stafettlaget som vann guld på 4 x 400 meter. Vid världsmästerskapen i friidrott åren 2022 och 2019 vann han silver på samma distans. Vid de olympiska spelen år 2020 tog han hem silvret på 400 meter häck och ingick i det segrande amerikanska stafettlaget på 4 x 400 meter. Vid OS 2024 tog han guld på 400 meter häck och i den långa stafetten.